# Peter Winterbottom
Pour les articles homonymes, voir Winterbottom.
Pas d'image ? Cliquez ici

a Compétitions nationales et continentales officielles uniquement.

b Matchs officiels uniquement.
Dernière mise à jour le 21/02/2017.
Peter James Winterbottom, est né le 31 mai 1960 à Otley (Angleterre). C’est un ancien joueur de rugby à XV, qui a joué avec l'équipe d'Angleterre de 1982 à 1993, évoluant au poste de troisième ligne aile. 

## Carrière
Il a eu sa première cape internationale le 2 janvier 1982, à l’occasion d’un match contre l'équipe d'Australie. 
Il a participé aux coupes du monde 1987 (4 matchs disputés) et 1991 (5 matchs disputés). 
Winterbottom a joué sept test matchs avec les Lions britanniques pendant des tournées en 1983 et 1993.
Il a disputé deux matchs avec un XV mondial en 1989 contre l'équipe d'Afrique du Sud.
Le 22 octobre 1989, il est invité avec les Barbarians français pour jouer contre les Fidji à Bordeaux. Les Baa-Baas s'inclinent 16 à 32.

## Palmarès
- 58 sélections avec l'équipe d'Angleterre
- Sélections par année : 5 1982, 5 en 1983, 5 en 1984, 4 en 1986, 7 en 1987, 3 en 1988, 2 en 1989, 7 en 1990, 10 en 1991, 6 en 1992, 4 en 1993
- Tournois des cinq/six nations disputés : 1982, 1983, 1984, 1986, 1987, 1988, 1989, 1990, 1991, 1992, 1993
- A remporté le Grand Chelem en 1991, 1992